# Model precedensu
Model precedensu – model precedensu to sposób w jaki zwykło się postrzegać wyrok sądowy w danej kulturze prawnej. Najbardziej znane są rule model i model z analogii. Możliwe są także model naturalny, model z zasad oraz model rezultatu. 
Ponadto, konstruuje się również bardziej rozbudowane teorie jak np. propozycja Ronalda Dworkina.